# Centre sportif de Colovray
Centre sportif de Colovray – kompleks sportowy w Nyonie, w Szwajcarii. Został oddany do użytku czerwcu 1991. Kompleks zarządzany jest przez UEFA. Składa się z sześciu boisk z przeznaczeniem do gry w piłkę nożną i w rugby. Jedno z boisk wyposażone jest również w bieżnię lekkoatletyczną o długości 400 m. Boisko główne posiada zadaszoną trybunę i może pomieścić 7200 widzów. Swoje mecze rozgrywa na nim drużyna piłki nożnej FC Stade Nyonnais oraz drużyna rugby union Nyon RC.
Na obiekcie odbył się finał Mistrzostw Europy U-19 w 2004 roku. Kompleks gościł także spotkania kobiecych Mistrzostw Europy U-17 w latach 2008, 2009, 2010, 2011, 2012 i 2013.
Rekord frekwencji na stadionie wynoszący 6800 widzów został ustanowiony w 2001 podczas meczu FC Stade Nyonnais przeciwko Realowi Madryt.